# 八百富神社社叢

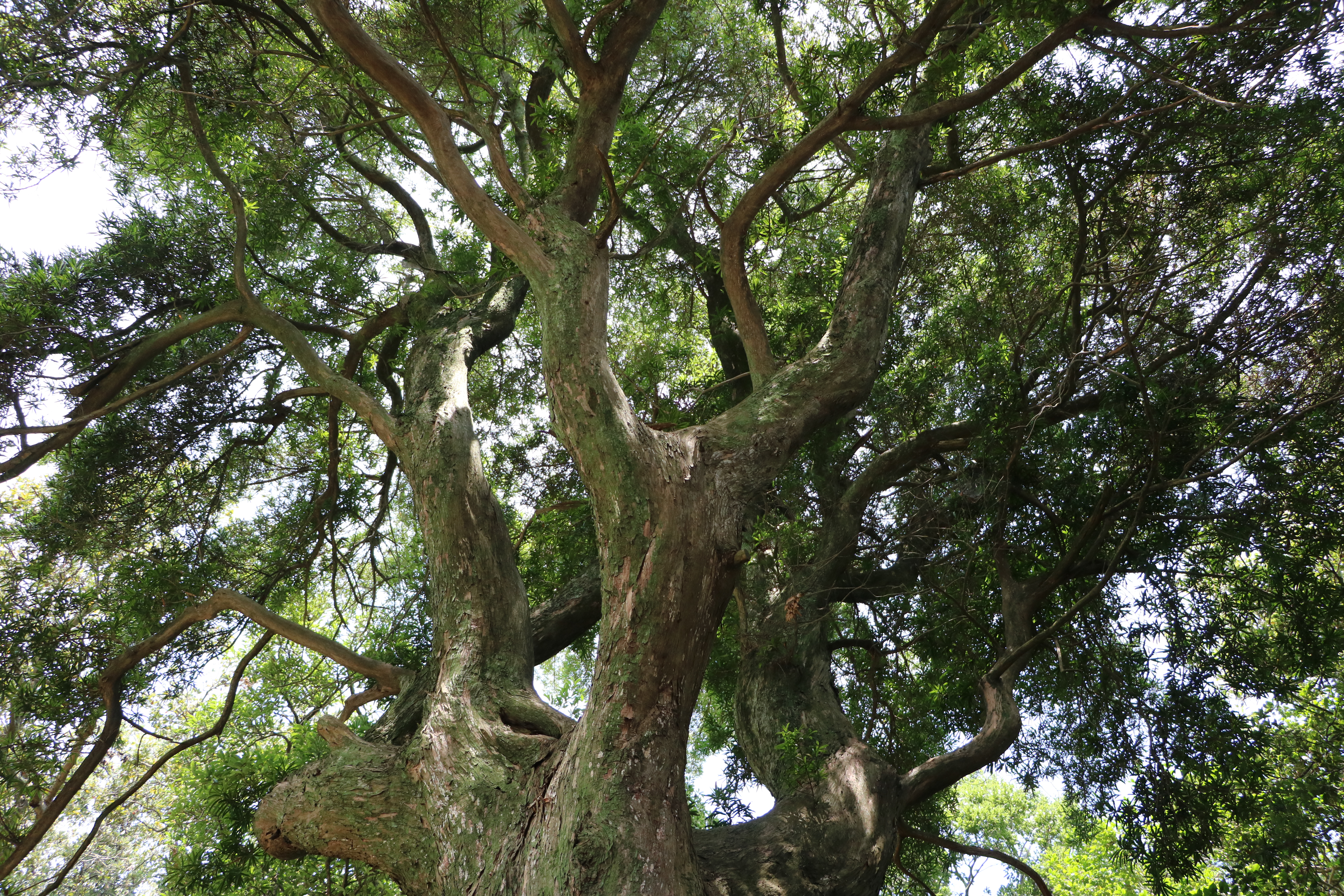
八百富神社社叢のタブノキの巨樹。2022年8月8日撮影。

八百富神社社叢（やおとみじんじゃしゃそう）は、愛知県蒲郡市の三河湾に浮かぶ竹島に鎮座する八百富神社（通称：竹島弁天）の常緑広葉樹に覆われた緑豊かな社叢で、島全域の植物相が国の天然記念物に指定されている。

## 概要
竹島は蒲郡市中心部付近の沿岸から、長さ387メートルの歩行者専用橋「竹島橋」で繋がった、面積約1.9 ha、周囲約680メートル、標高22メートルの小規模な無人島であるが、島の全域が八百富神社の境内（社寺有林）となっており、島の中央部は樹高の高いタブノキ（イヌグス）やモチノキを主体とする「タブ型照葉樹林」、海側は潮風に強いトベラやマサキなどの常緑低木類を主体とする「海岸型照葉樹林」で構成される照葉樹林である。
八百富神社境内（竹島全域）は面積が小さいわりに青々とした樹木が鬱蒼と生い茂り、島の全域が神社の神域として樹木や草木類の伐採が長期間禁じられてきたため、ほぼ原生林の状態を保ち続けており、距離的に近い本土側のクロマツを主体とする林相と著しく異なっている。樹下には半陰地性の草木類が多数見られ、中でもキノクニスゲは分布の北限とも言われている。八百富神社社叢は陸地に接近した島嶼で植物区分を異にする一例であり、三河湾沿岸部における自然状態の植生を色濃く残しているものとして、1930年（昭和5年）8月25日に国の天然記念物に指定された。

## 解説
八百富神社社叢は愛知県の東三河地方にある蒲郡市の、三河湾に浮かぶ竹島に所在する八百富神社の境内全域を占める照葉樹林である。竹島は三河湾国定公園の代表的な名所として知られ、蒲郡市のシンボル的な存在である。竹島は島全体の岩質が花崗岩で出来ていて表土が薄く、外周部の磯は未風化の硬い岩石がむき出した断崖状の急斜面で囲まれており、その内側が常緑広葉樹の密生する照葉樹林になっている。竹島は南北方向に楕円形の形状をしており、面積は約1.9 ha、周囲約680メートル、標高22メートルの小規模な無人島である。
竹島で一番標高の高い中央部には、八百富神社の社殿や本殿だけでなく、宇賀神社、大国神社、千歳神社、八大龍神社といった摂末社や社務所など複数の建造物があり、これら建物の周囲には樹高の高いタブノキ、スダジイ、モチノキ といった暖地性の常緑広葉樹が鬱蒼と茂り、これらのタブノキの中には目通り幹囲が3メートル、直径80センチメートル、樹高15メートルに達する巨樹も生育していて、これらの高木の間にカラスザンショウ、ヤブツバキ、カクレミノが加わって密林を形成している。
樹下の半陰地にはヤブソテツ 、ヤブミョウガ、ツワブキ、イズセンリョウ、ヤブランなどが見られ、テイカカズラ、サネカズラ、キヅタ、ミツバアケビなどのつる性植物も多いが、八百富神社社叢の草木類で特筆すべきものとして、環境省のレッドデータブックで準絶滅危惧に指定されているキノクニスゲがあり、これは太平洋側沿岸における分布の北限を示すものとして貴重であるとされている。
一方、海岸線に接した島の周辺部は急傾斜地となっており、島の南端にある竜神岬に小規模なクロマツ林がある他は、大部分がトベラ、マサキ、マルバグミ、イヌビワといった潮風に強い抵抗力を持つ低木の群落が密生している。
竹島の植物（八百富神社社叢）に対する植物学者による調査は、天然記念物指定以降数回行われ、昭和初期には本草学者の梅村甚太郎による調査が行われており、シダ植物以上の高等植物120種（栽培種も含む）が報告されていたが、今日、各種案内等で解説されている、65科238種という数字は、日本植物分類学会員で蒲郡に隣接する岡崎市在住の植物分類学者、大原準之助による詳細な調査と研究結果によるものでる。
大原は1953年（昭和28年）7月から1964年（昭和39年）12月までの11年間に、計18回におよび竹島に渡り調査を行った。その結果、明らかに自生しているものとして、シダ植物5科15種、裸子植物2科2種、双子葉植物 離弁花類34科103種、合弁花類16科64種、単子葉植物8科54種の、合計65科238種（変種、品種含む）が明らかに自生していること、また、他に9科37種が植栽されていることを確認している。その一方で、近隣の三河湾に浮かぶ三河大島などの島嶼や渥美半島で見られるフウトウカズラや、シダのコシダ、ノキシノブ、ミツデウラボシが竹島では全く生育しておらず奇異であると述べている。
このように八百富神社社叢は、ほとんどが暖地性の常緑広葉樹で占められており、静岡県から三重県にかけた東海地方沿岸部の常緑広葉樹林の国指定天然記念物5件の中で、最も早い1930年（昭和5年）8月25日に国の天然記念物に指定された。
また、八百富神社社叢は国の天然記念物以外にも、環境省によって三河湾国定公園の特別保護区域に指定され、愛知県により県の魚つき保安林に指定されている。さらに蒲郡市により「蒲郡の名木50選」に選定されるなど、八百富神社社叢のある竹島は蒲郡市のシンボルであり、地域の人々により大切に守られている。

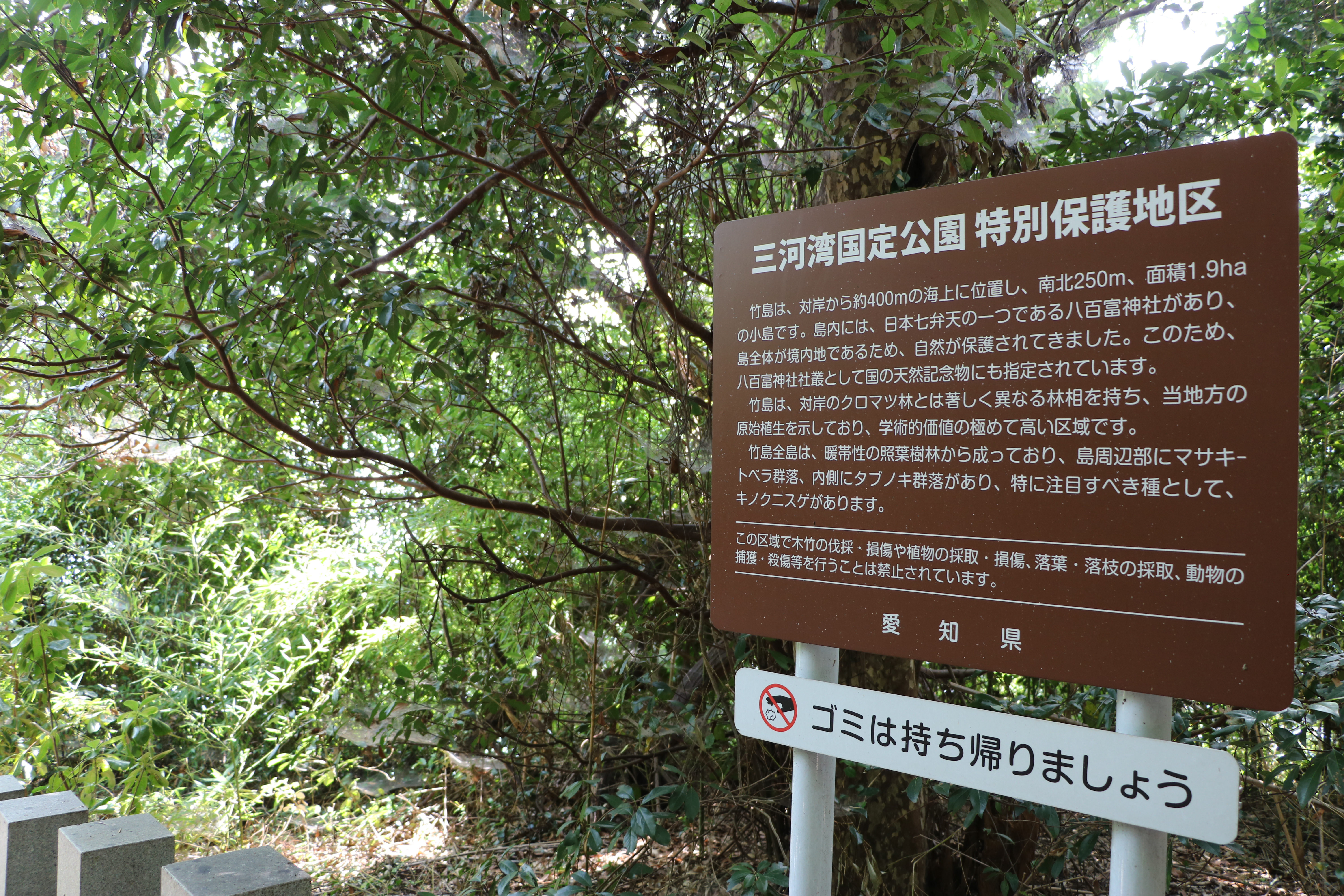
三河湾国定公園特別保護地区の案内板。背後の巨樹はカゴノキ[10]。
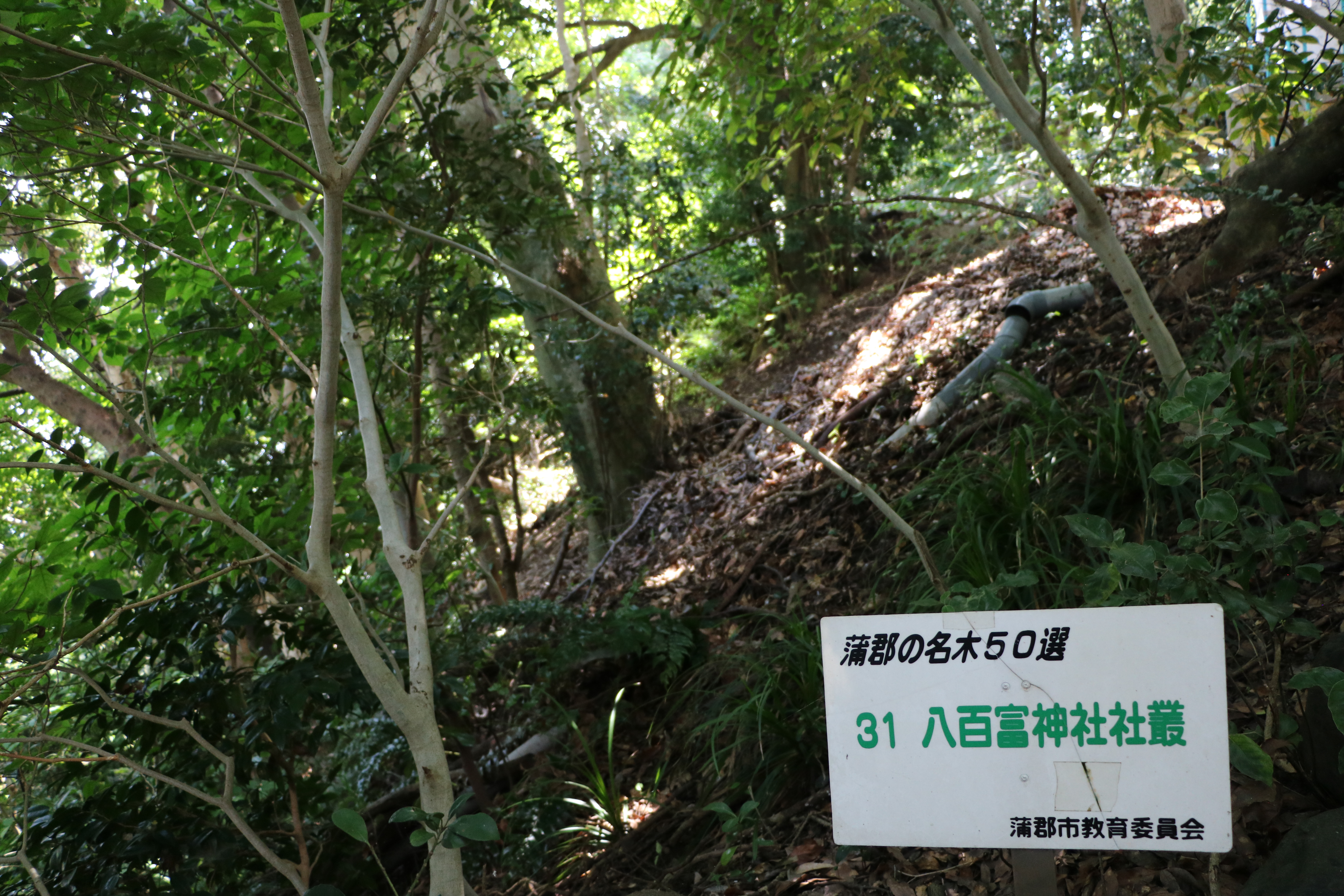
蒲郡市教育委員会が設置した蒲郡の名木50選の標識。
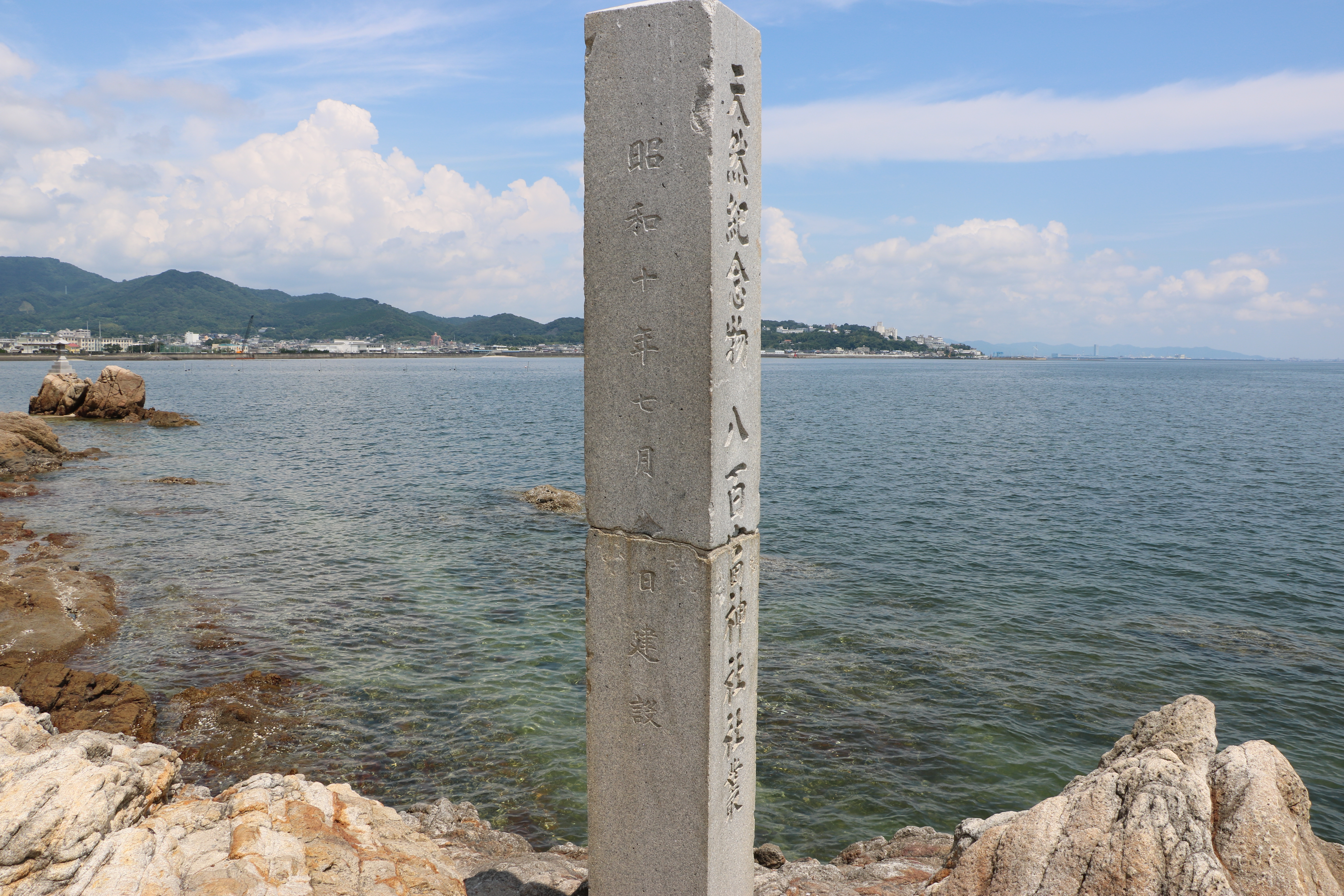
南端の竜神岬に設置された天然記念物指定石碑。
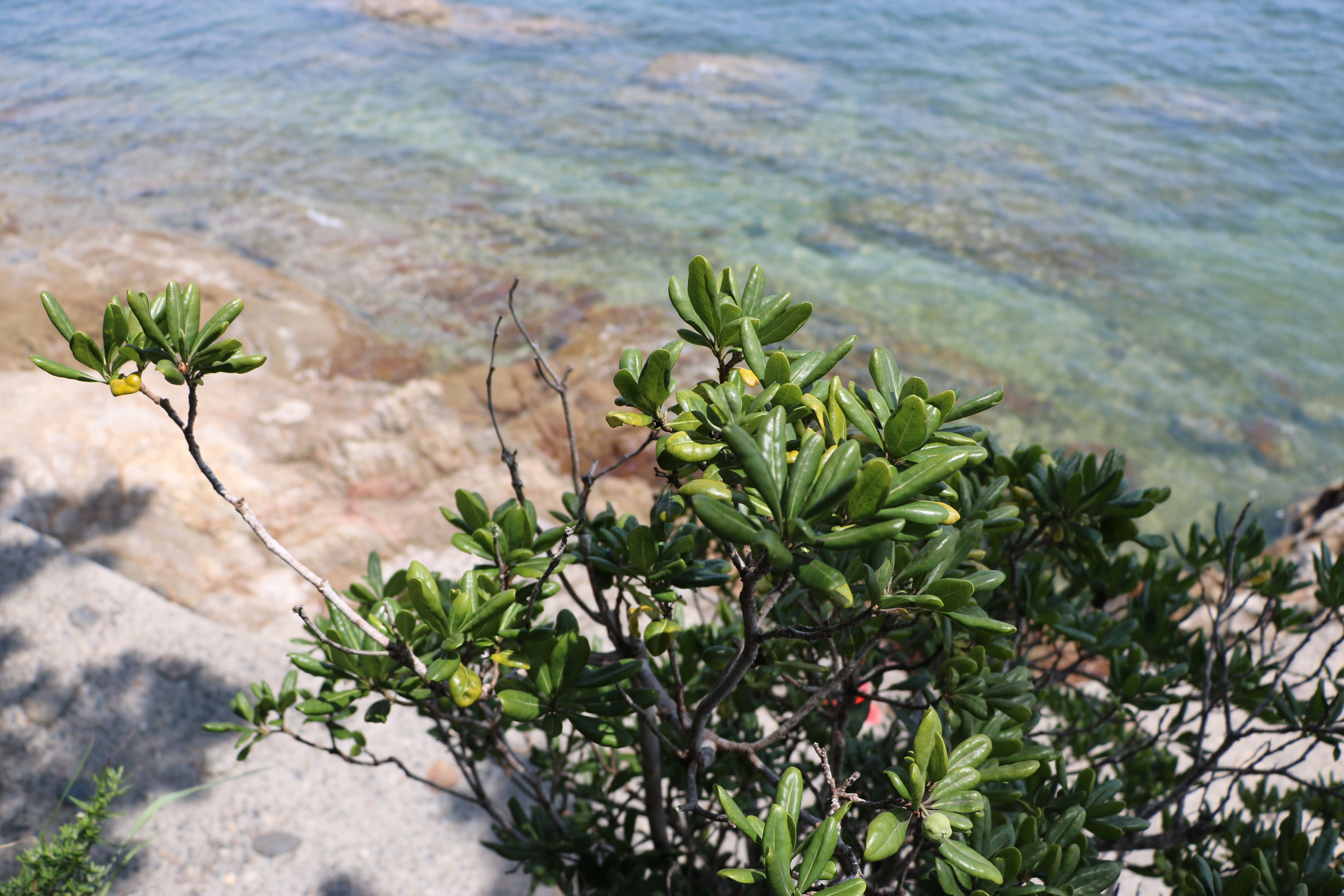
トベラは潮風に強く、海の近くにまで生育する。

## 交通アクセス
所在地
- 愛知県蒲郡市竹島町3-15。

交通
- JR東海道本線・名鉄蒲郡線 蒲郡駅から徒歩で約15分。
- 蒲郡駅前より名鉄バス三河大塚駅方面に乗車、乗車時間約5分、「竹島園地」バス停下車[26]。
- 東名高速道路 音羽蒲郡インターチェンジより車で約15分[26]。